# Горненський міський округ
Го́рненський міський округ (рос. Горненский городской округ) — міський округ у складі Забайкальського краю Російської Федерації.
Адміністративний центр та єдиний населений пункт — селище міського типу Горний.

## Населення
Населення — 10539 осіб (2019; 12341 в 2010, 9761 у 2002).